# ناساودوكس (فيرجينيا)
ناساودوكس (بالإنجليزية: Nassawadox, Virginia)‏ هي بلدة أمريكية تقع في الولايات المتحدة في مقاطعة نورثهامبتون (فيرجينيا). يقدر عدد سكانها بـ 572 نسمة ومساحتها 1.1 كم2 وترتفع عن سطح البحر 11 متر.

## التركيبة السكانية
حدّد مكتب تعداد الولايات المتحدة بيانات التركيبة السكانية لناساودوكس في تعداد الولايات المتحدة. في ما يلي، التركيبة السكانية حسب تعدادي 2000 و2010.

### تعداد عام 2000
بلغ عدد سكان ناساودوكس 572 نسمة بحسب تعداد عام 2000، وبلغ عدد الأسر 186 أسرة وعدد العائلات 121 عائلة مقيمة في البلدة. في حين سجلت الكثافة السكانية 332.6 نسمة لكل كيلومتر مربع (861.4/ميل2). وبلغ عدد الوحدات السكنية 207 وحدة بمتوسط كثافة قدره 120.3 لكل كيلومتر مربع (311.6/ميل2).
وتوزع التركيب العرقي للبلدة بنسبة 43.18% من البيض و54.90% من الأمريكيين الأفارقة و0.87% من الأمريكيين ذوي الأصول الآسيوية و1.05% من عرقين مختلطين أو أكثر و1.22% من الهسبانيون أو اللاتينيون من أي عرق.
بلغ عدد الأسر 186 أسرة كانت نسبة 29.6% منها لديها أطفال تحت سن الثامنة عشر تعيش معهم، وبلغت نسبة الأزواج القاطنين مع بعضهم البعض 39.8% من أصل المجموع الكلي للأسر، ونسبة 22% من الأسر كان لديها معيلات من الإناث دون وجود شريك،  بينما كانت نسبة 3.2% من الأسر لديها معيلون من الذكور دون وجود شريكة وكانت نسبة 34.9% من غير العائلات. تألفت نسبة 31.2% من أصل جميع الأسر من عدة أفراد يعيشون في نفس المنزل ونسبة 21% كانت تتألف من شخص يعيش بمفرده يبلغ من العمر 65 عاماً أو أكثر. وبلغ متوسط حجم الأسرة المعيشية 2.33، أما متوسط حجم العائلات فبلغ 2.93.
بلغ العمر الوسطي للسكان 53.5 عاماً. وكانت نسبة 19.2% من القاطنين تحت سن الثامنة عشر، وكانت نسبة 5.8% بين الثامنة عشر والرابعة والعشرين عاماً، ونسبة 14% كانت واقعةً في الفئة العمرية ما بين الخامسة والعشرين والرابعة والأربعين عاماً، ونسبة 17.7% كانت ما بين الخامسة والأربعين والرابعة والستين، ونسبة 19.1% كانت ضمن فئة الخامسة والستين عاماً فما فوق. يوجد لكل 100 أنثى 86.6 ذكر، ويوجد لكل 100 أنثى في الثامنة عشر من عمرها فما فوق 70.9 ذكر.
بلغ متوسط دخل الأسرة في البلدة 21,250 دولارًا، أما متوسط دخل العائلة فبلغ 27,500 دولارًا. وكان متوسط دخل الذكور 25,000 دولارًا مقابل 23,594 دولارًا للإناث. وسجل دخل الفرد الخاص بالبلدة 14,626 دولارًا. وكانت نسبة 24% من العائلات ونسبة 32.8% من السكان تحت خط الفقر، وكان من هؤلاء نسبة 44.7% تحت سن الثامنة عشر ونسبة 18.9% في الخامسة والستين من العمر وما فوق.

### تعداد عام 2010
بلغ عدد سكان ناساودوكس 499 نسمة بحسب تعداد عام 2010، وبلغ عدد الأسر 188 أسرة وعدد العائلات 106 عائلة مقيمة في البلدة. في حين سجلت الكثافة السكانية 290.1 نسمة لكل كيلومتر مربع (751.4/ميل2). وبلغ عدد الوحدات السكنية 239 وحدة بمتوسط كثافة قدره 139 لكل كيلومتر مربع (360.0/ميل2).
وتوزع التركيب العرقي للبلدة بنسبة 55.71% من البيض و41.08% من الأمريكيين الأفارقة و0.20% من الأمريكيين ذوي الأصول الآسيوية و1.60% من الأعراق الأخرى و1.40% من عرقين مختلطين أو أكثر و2.81% من الهسبانيون أو اللاتينيون من أي عرق.
بلغ عدد الأسر 188 أسرة كانت نسبة 19.7% منها لديها أطفال تحت سن الثامنة عشر تعيش معهم، وبلغت نسبة الأزواج القاطنين مع بعضهم البعض 42% من أصل المجموع الكلي للأسر، ونسبة 11.2% من الأسر كان لديها معيلات من الإناث دون وجود شريك،  بينما كانت نسبة 3.2% من الأسر لديها معيلون من الذكور دون وجود شريكة وكانت نسبة 43.6% من غير العائلات. تألفت نسبة 38.8% من أصل جميع الأسر من عدة أفراد يعيشون في نفس المنزل ونسبة 19.7% كانت تتألف من شخص يعيش بمفرده يبلغ من العمر 65 عاماً أو أكثر. وبلغ متوسط حجم الأسرة المعيشية 1.99، أما متوسط حجم العائلات فبلغ 2.63.
بلغ العمر الوسطي للسكان 61.8 عاماً. وكانت نسبة 11.8% من القاطنين تحت سن الثامنة عشر، وكانت نسبة 5.8% بين الثامنة عشر والرابعة والعشرين عاماً، ونسبة 11% كانت واقعةً في الفئة العمرية ما بين الخامسة والعشرين والرابعة والأربعين عاماً، ونسبة 26.3% كانت ما بين الخامسة والأربعين والرابعة والستين، ونسبة 45.1% كانت ضمن فئة الخامسة والستين عاماً فما فوق. وتوزع التركيب الجنسي للسكان بنسبة 40.9% ذكور و59.1% إناث.

## أعلام
- فرانك روبنسون
- تود واشنطن
- تايلر ويب
- جوني فيتيغ